# 河愛杏里
河愛 杏里（かわい あんり、1988年9月3日 - ）は、日本のAV女優。CoCoプロモーション所属。
出身地:東京都。血液型:O型。身長:145cm。スリーサイズ:B82(B)・W57・H80cm。

## 略歴・人物
2007年にAVデビュー。小柄で華奢な体型のロリ系AV女優。

## 出演作品

### アダルトビデオ（撮りおろし作品のみ）
2007年
- 美肌 河愛杏里 18歳（2月8日、eighteen）
- じゅーだい いえで体験記 77 中出し美少女アンリちゃん（5月2日、プレステージ）
- 首都圏 援交 14（5月2日、プレステージ）
- 高貴美少女学園 5（5月11日、プレステージ）
- 乳首の弱いカノジョと僕が、互いに乳首を責めあいました。撮り下ろし×THE4時間（5月15日、ワープエンタテインメント）他出演:Marin.、志保、落合ゆき、風間ゆみ、加藤レイナ、大沢佑香、高瀬七海、浜崎りお、一ノ瀬カレン
- 新人女優の皆さ〜ん! LADY専属女監督が教える、これが女をイカせるテクニックです。 （5月17日、LADY×LADY）共演:山口真理、桜田さくら ほか
- DAISY 2（5月23日、プレステージ）※「アンリ」名義
- 少女淫写（5月24日、淫精）
- Tsu bo mi（6月6日、タカラ映像）※「あんり」名義
- 処女をウる少女（6月15日、NON）
- みるスポ!（6月19日、みるきぃぷりん♪）
- 制服少女 調教レイプ（7月1日、MOODYZ）
- 清純女子校生 01（7月10日、フルセイル）
- 昭和エロス 愛玩美少女監禁（7月19日、ヒビノ）
- みんなのラブドール 杏里ちゃん（7月19日、みるきぃぷりん♪）
- ロリレズ（7月19日、ラブキャンディー）共演:池野朋
- 未流貴美少女学園（9月19日、みるきぃぷりん♪）
- 幼い性器パイパン中出し（10月17日、DAI）
- 「プロから学ぶ!何処でも潮吹く『全身マ○コになる催眠マッサージのヤり方』教えます」（10月18日、DANDY）他出演:大沢佑香、佐伯奈々
- ラブロリ（11月10日、オーロラプロジェクト）
- みるきぃHiスクール ブルセラSHOP下着買取編（11月19日、みるきぃぷりん♪）
- 大量の一発顔射（11月22日、AKNR）
- ま●こを履く少女 -純真無垢なるフットファック-（12月1日、ドリームチケット）共演:藤谷リリ ※AVグランプリ2008 グランプリステージ エントリー作品

2008年
- 完全撮り下し アナルオナニー怒濤の150分!!（1月1日、AVS）他出演:あいり、花泉結香、響かずさ、神谷ミサト、津村ユキ、日高麻世、姫乃さやか、風見夕菜、矢沢りん
- 健康ランドでお父さんの目を盗んで、ちっちゃい娘にイタズラ。 2（2月7日、SODクリエイト）
- 杏里&ひな 思春期の悪夢 W輪姦中出し（2月20日、DAI）共演:愛里ひな
- 制服H（3月1日、ワンズファクトリー）
- 教師と生徒の禁断な関係（3月7日、アウダースジャパン）共演:安藤なつ妃、七瀬かすみ、愛音ゆう
- DOKIレズ 20（3月7日、アウダースジャパン）共演:愛音ゆう 他出演:安藤なつ妃、七瀬かすみ、愛音ゆう
- 「通学バスで尻を触っても抵抗できない女子校生に勃起チ○ポを握らせてヤらせる」 VOL.1（4月17日、DANDY）他出演:
- 少女と、卑猥なオヤジの手（10月5日、ワープエンタテインメント）他出演:小坂めぐる、つぼみ、鈴木さとみ、小日向しおり、小倉ゆかり、三枝みのり、小栗杏菜、ののか、安西雫、樹若菜
- 三姉妹ｖｓ女剣士　くノ一凌辱秘奥義外伝（11月22日　笠倉出版）共演:水澤りの、宮崎あいか、亜紗美 　※AVグランプリ2009 凌辱作品部門 エントリー作品

2009年
- 平成生まれ限定会員制超高級中出しロリソープ（1月16日、マキシング）
- 巫女コス（1月23日、BAZOOKA）共演:水澤りの、宮崎あいか、亜紗美
- 睡眠ガス女子校ジャック クラス丸ごと輪姦レイプ（2月19日、クロス）
- パイパン美天使（9月1日、妄想族）

2010年
- 淫尻授業（8月20日、映天）
- 小さな制服美少女 142cm由芽ちゃんと145cmの杏里ちゃんのパイパンわれめに生中出し（9月19日、ワレメ/妄想族）

2011年
- あんり（2月25日、I.B.WORKS）
- 少女拘束 悪戯された小さな女の子（12月20日、ユープランニング）

2012年
- 小さい女の子をひとりじめ。このはとあんりの２００％ロリータ淫語。(10月1日、ミニマム)